# Don Redman
Pour les articles homonymes, voir Redman (homonymie).
Don Redman (Donald Matthew Redman)  né le 29 juillet 1900 à  Piedmont, Virginie-Occidentale, est un chef d'orchestre de jazz américain. Arrangeur, compositeur, multi-instrumentiste, principalement clarinettiste et saxophoniste, c'est un des géants du jazz de son époque. On le surnomme  « The Little giant of jazz » à cause de sa petite taille et de son immense talent. Fils d'un professeur de musique, il sait jouer, à l'âge de douze ans d'à peu près tous les instruments à vent. Son influence sur le jazz européen de l'après-guerre est indéniable après sa première tournée en Europe de 1946  qui marque entre autres Claude Luter  et se traduit par un triomphe. Boris Vian, dans ses chroniques sur le jazz,lui consacre un article élogieux dans la revue "Opéra" pour son concert à la salle Pleyel.
Aux États-Unis, son style d'arrangeur est à la base du langage orchestral de la fin des années 1920. Il a créé des relations orchestrales qui sont encore en vigueur aujourd'hui. Il a aussi inventé un style de chœur qui a été repris plus tard par Tommy Dorsey pour Frank Sinatra.
Duke Ellington et  Gil Evans  lui ont rendu hommage en enregistrant son célèbre "Chant of the weeds". 

## Le jeune prodige
À douze ans, le garçon sait jouer de tous les instruments à vent, y compris le hautbois qu'il utilise ensuite lors de ses collaborations avec Fletcher Henderson dans "Shanghai Shuffle". Après des études musicales dans plusieurs conservatoires, il entre dans l'orchestre du clarinettiste Billy Paige en 1923 et il commence à enregistrer avec l'orchestre de Henderson où il entre en 1924.

## Le blues  et l'orchestre
Don enregistre ensuite avec les plus grandes chanteuses de blues : Bessie Smith, Ma Rainey Ethel Waters. En 1925, il produit un enregistrement avec  Clarence Williams, Perry Bradford et Duke Ellington.
En 1927, il quitte Henderson et prend la direction des McKinney's Cotton Pickers  jusqu'en 1931. Puis il fonde un nouvel orchestre en prenant des musiciens des  Cotton Pickers et des musiciens de Horace Henderson. L'orchestre connaît un grand succès au Connie's Inn jusqu'en 1940, date à laquelle il abandonne le grand orchestre et se consacre uniquement aux arrangements musicaux pour les orchestres de  Cab Calloway, Count Basie,  Jimmie Lunceford.
Sa carrière de chef d'orchestre connaît un certain déclin jusqu'à sa tournée en Europe, en 1946, qui le relance jusqu'en 1951. Mais après cela, il apparaît peu en public.

## Don Redman à la salle Pleyel
Dans sa chronique du 25 décembre 1946, Boris Vian écrit  sur la prestation de Redman à la salle Pleyel : 

« Don Redman est un peu devin, voire météorologue, et son cœur généreux lui a dicté sa conduite : ils sont venus nous réchauffer. Ils n'y ont pas manqué, je pense en particulier à Peanuts Holland et à ce blues si joyeusement poignant qu'il chantait en première partie. (…) Je n'ai pas parlé assez de Don Redman lui-même, du tout minuscule Don Redman, mais Don Redman n'a joué ni chanté assez non plus; et pourtant il a une voix sarcastique et il touche l'alto comme Don Redman lui-même. »

## Discographie
- avec Fletcher Henderson;
  - The Stampede, Henderson Stomp (1926)
  - Rocky Mountains Blues (1927)
  - Whiteman Stomp
  - I'm coming Virginia
- avec Louis Armstrong;
  - Beau Koo Jack (1928)
  - No one else but you
- avec McKinney's Cotton Pickers;
  - Four or five times (1928)
  - Peggy  (1929)
  - Wherever there is a will baby
  - Shakin the African (1931)
  - Chant of the weeds
  - I heard
  - How 'm I doing (1932)
  - Five O clock whistle avec Count Basie (1941)